# OX Pow
Pour les articles homonymes, voir Ox et POW.
OX Pow est un groupe de punk rock espagnol, originaire de Madrid. Il pratique un rock puissant et rapide, proche du punk et du punk hardcore dans ses premiers enregistrements, et plus orienté vers la new wave dans les derniers. Il est actif entre 1982 et 1987, laissant en héritage de plusieurs albums, albums live, et démos.
En 1985, les critiques Jaime Gonzalo et Ignacio Juliá décrivent OX Pow comme suit : « un groupe de Madrid enragé et débordant s'est étonnamment entraîné à jouer un rock à fort caractère aux tendances punk et notamment inspiré de The Lords of the New Church et Clash. Son seul single est une explosion de malice sonore, de guitares infectieuses et de proclamations menaçantes. Dangereux pour les tympans, sain pour l'humeur. »

## Biographie
OX Pow est formé à Madrid, vers l'été 1982, de quatre amis de lycée, âgés d'environ 18 ans : Paul (chant et guitare), Pedro (guitare et voix), Andrés (basse) et Geli, sœur de Pedro, deux ans plus jeunes que les autres (percussions). 
Leurs premiers concerts s'effectuent dans des circonstances particulières ; comme expliqué dans une interview avec le magazine Rock Espezial à l’été 1983, ils ont « joué pour des fous, à la prison de Yeserías... » Dans le même entretien, le groupe déclare à propos de son style : « S'il vous plaît, ne dites pas que nous sommes des punks. Tout le monde dit la même chose. Nous nous efforçons tout simplement. »
Après une première démo six pistes, enregistrée entre 1982 et 1983, ils signent avec le label indépendant Dos Rombos, qui avait sorti un EP qui comprend d'anciens morceaux du groupe Tos (groupe dont sont issus Los Secretos) et un EP du groupe Los Monaguillosh.
Peu de temps après, au début de l'été 1983, le premier album du groupe, l'EP OX Pow, est publié sans titre, présenté par le label comme « une énergie garantie pour agacer les parents et les voisins ». La couverture présente, sur fond noir, le nom du groupe peint en rouge avec des coups de pinceau. Sur la couverture arrière, une photo noir et blanc saturée montrant les membres appuyés contre un mur de briques. La première face comprend la « messe instrumentale » intitulée Pow 1 (ou Pow [1ª parte]) et Esperando la calle. La face B comprend le morceau Manos arriba. Le disque est pressé en vinyle rouge.
En automne la même année, ils donnent un concert à la Galería Amadís, pendant une série de « concerts d'automne » soutenue par le ministère de la culture. Le journaliste Sagrario Luna, bien que pas très convaincu du concerto de OX Pow, écrit à leur sujet qu'« ils utilisent la vitesse comme véhicule pour obtenir des chansons explosives, qui retournent l'estomac. »
Après deux ans sans montrer de signes de vie, ils réapparaissent en 1985, embauchés par le label indépendant Nuevos Medios, avec un maxi-single sans titre (parfois appelé Políticos) qui déçoit beaucoup de fans. Santi Carrill de Rockdelux écrit à ce sujet : « OX Pow, groupe de bons souvenirs, réapparaît discographiquement avec cinq chansons sans la fureur accélérée qui les caractérisait à leurs débuts. Parfois, ils se souviennent même de Tequila. Ni ses paroles ni son chanteur forcé ne peuvent effacer l'image d'une proposition inoffensive mais élégante. » Maximumrocknroll exprime également sa déception, bien que dans son cas, il les compare à U2.
Un an et demi plus tard, à la fin de 1986, ils publié, sur le même label, le mini-album La Esquina ilegal. À ce moment, le groupe est réduit à un trio. Cette fois, la critique est plus positive, par exemple celle écrite par Ignacio Juliá du magazine Ruta 66 : « À Madrid, la nouvelle scène rock semble avoir incité OX Pow à redevenir un trio et à enregistrer un super mini-LP (...), où ils abandonnent leur côté hardcore pour se concentrer sur un rock original et contemporain qui promet un meilleur avenir. Des chansons comme Te siento en mi piel, Otra historia de la calle et le morceau homonyme, sont interprétées par un chanteur expressif au sec, aromatisé par un groupe qui mérite votre attention. »

## Membres
- Paul - chant, guitare
- Pedro - guitare, chœurs
- Andrés - basse
- Geli - batterie

## Discographie
- 1983 : Demos
- Split avec Derribos Arias, avec le morceau La Nueva armada
- 2000 : O.X. Pow (EP)
- 12" EP s/t (también conocido como Políticos) (Nuevos Medios)
- MiniLP La esquina ilegal (Nuevos Medios)
- Directo en Campo de Criptana 18-6-83 (bootleg)
- Directo en Madrid RNR-3 83 (bootleg)
- 2001 : La Nueva armada sur la compilation Viva la punk (Fonomusic-Revelde)